# Bulbophyllum stelis
Bulbophyllum stelis är en orkidéart som beskrevs av Johannes Jacobus Smith. Bulbophyllum stelis ingår i släktet Bulbophyllum och familjen orkidéer. Inga underarter finns listade i Catalogue of Life.